# Fools Dance
Fools Dance fue un banda británica de corta vida, formada en 1982 por el bajista Simon Gallup tras dejar la banda The Cure por un conflicto que tuvo con Robert Smith. Se disolvió en 1985, coincidiendo con el retorno de Gallup a The Cure.

## Historia
El grupo inicialmente se llamó The Cry. La formaron exintegrantes de la banda The Cure como el bajista Simon Gallup y el teclista Matthieu Hartley junto al cantante Ian Huller, el guitarrista Stuart Curran y el batería Paul Thompson. Pronto, Huller fue reemplazado por Gary Biddles, pipa de los Cure, en las secciones vocales y entró el saxofonista Ron Howe así como Matthieu Hartley abandonó la banda. Con esta nueva formación, se cambió en nombre de The Cry por el de Fools Dance. Actuaron por primera vez en el Covent Garden Rock Garden el 19 de abril de 1983.[cita requerida] Pese a que Fools Dance grabaron numerosas canciones, nunca lanzaron un largaduración. Solamente se lanzaron dos EP: el homónimo Fools Dance y They'll Never Know.
En 2006, la banda inauguró su MySpace. En 2013 murió el cantante principal de la banda Gary Biddles, que también fue el cantante de Presence, formación del exbatería de The Cure, Lol Tolhurst.

## Discografía
- Fools Dance (1985)
- They'll Never Know (1987)